# Schneeberghütte
Die Schneeberghütte (italienisch Rifugio Monteneve) ist eine Schutzhütte im ehemaligen Bergbaugebiet Schneeberg im Südtiroler Teil der Stubaier Alpen.

## Lage und Umgebung
Die Schneeberghütte befindet sich im ehemaligen Bergbaugebiet Schneeberg auf 2355 m Höhe. Sie ist Teil des alten Knappendorfs in einem nördlich abzweigenden Seitental von Passeier. Die nächstgelegene Siedlung ist Rabenstein, das zur Gemeinde Moos in Passeier gehört.

## Geschichte
Am Schneeberg wurden jahrhundertelang Silber, Blei, Kupfer und Zinkblende abgebaut. Bereits im 19. Jahrhundert wurde das Schneeberger Gasthaus in der Knappensiedlung St. Martin als Schutzhütte verwendet. Nachdem die Siedlung 1967 verlassen worden war, entstand aus dem teilweise zerstörten Herrenhaus eine Schutzhütte, deren Bewirtschaftung der CAI übernahm. 1995 lief der Pachtvertrag mit dem CAI aus. Das Land Südtirol, das als Eigentümer eine umfangreiche Restaurierung der Baulichkeiten besorgt hatte, machte das Südtiroler Bergbaumuseum zur neuen Trägerorganisation. Das Bergbaumuseum organisiert seither die Verpachtung des Gebäudes und bindet die Schutzhütte in seine Besucherangebote ein.

## Tourenmöglichkeiten
Das von zahlreichen markierten Wanderwegen erschlossene Seitental, in dem sich die Schneeberghütte befindet, ist im Westen, Norden und Osten von Berggipfeln umgeben. Die beiden höchsten davon sind die Schneeberger Weißen (2963 m) und die Schwarzseespitze (2988 m). Weiters dient die Schneeberghütte als Stützpunkt für die Ersteigung des etwas weiter nördlich gelegenen Botzer (3250 m), des höchsten Bergs in den Stubaier Alpen südlich des Alpenhauptkamms.
Richtung Nordwesten ist von der Schneeberghütte aus über die Karlscharte (2666 m) und weiter über die Windachscharte (2845 m) ein Übergang zur Nordtiroler Siegerlandhütte (2710 m) möglich. Gegen Osten vermittelt die Schneebergscharte (2682 m) eine Verbindung zum inneren Ridnauntal. Die nächstgelegene Schutzhütte dort ist die Grohmannhütte (2254 m).